# レポ・スメラ
レポ・スメラ （エストニア語: Lepo Sumera, 1950年5月8日 - 2000年6月2日）は、エストニア（ソビエト連邦）の作曲家。

## 経歴
1950年、エストニア・ソビエト社会主義共和国・タリンで生まれた。10代でヴェリヨ・トルミスに、1968年からはエストニア音楽大学で、著名なヘイノ・エッレル教授について学んだ。1970年にエッレル教授が亡くなってからは、1973年に卒業するまでヘイノ・ユリサルの指導を受けた。大学卒業後は、1979年から1982年まで、モスクワ音楽院でロマン・レデネフ教授に学んだ。
スメラは交響曲の作曲家として、また、エレクトロ・アコースティック音楽ならびにコンピュータ音楽のパイオニアとして、賞賛を受けた。さらに、室内楽曲の作曲家としても人気が高く、多くの音楽家たちから新作の依頼が頻繁に寄せられた。映画音楽も手がけ、場面の雰囲気を盛り上げ登場人物の心理を的確に描写する彼の手腕を、監督たちは高く評価した。スメラの音楽はヨーロッパ諸国のみならず、アメリカ合衆国、カナダ、日本、オーストラリアでも演奏されている。
1988年から1992年までエストニア文化省大臣を務めた。
2000年6月2日、心不全で死去した。

## 作曲作品とその特徴

### 音楽言語
現代音楽界の中で、スメラの音楽に求められる「ツボ」とは何であろうか？　もし、彼の作品を1つ2つだけ聞き、現代音楽の正統なパラダイムから彼を評価したならば、彼のことをカメレオンと呼ばざるをえまい。実際、そう呼んだ人もいる。ちなみに、映画やドラマのための音楽で、彼は「新しい役を得」たがり、愛らしい古風なワルツやファンキーなロックも、必要であれば、喜んで書いた。
演奏会用の作品であっても、確たる展望が見込めるのであれば、新しいスタイルを用いることに躊躇しなかった。新しい仕事をするたびに、ゼロからスタートした。
実を言うと、彼の音楽言語は、かなり初期の段階から、現代音楽の作曲技法に近かった。たとえば1960年代後半（彼はこの2、3年の間の作品が、自分の作品リストに入らないだろうと思っていたようだが）、アルノルト・シェーンベルクの対位法を研究し、厳格な十二音技法に則った数曲を書いている。さらに、オリヴィエ・メシアンやルチアーノ・ベリオの『シンフォニア』に心酔（ならびに作曲技法も研究）し、『Fughetta and Postlude』、『In memoriam』、『Play for the Wind Instruments』という曲を書いたが、それらは単なるコピーではなく、彼ならではの個性的な作品であった。彼は、さまざまな異なる技法を部分的に使用し、それ以外の部分と対比させようとした（それゆえに彼の作品の幾つかは、皮肉でポストモダン的に見える）。しかし、それでも彼のテクスチュアは全体として筋が通っていて、つまり、部分部分の異なる趣向の複合で、曲を構成しているわけである。
スメラ音楽のこうした巨大な全体像は、一見論争の的になりそうに思える諸要素が、実は、彼のきわめて独特な表現形式であることを示している。とはいえ、基本的なところは何ひとつ変わってはいない。すなわち、音響の感受性、楽譜記号の曖昧さ、総合的な音楽形式の自律的な表現力。
彼がそうした本質的部分を保ち続けたのは、とくに、エレクトロ・アコースティック音楽の分野であり、それは晩年の10年間、ますます顕著になった。1970年代中盤以降、彼が映画音楽の中で電子音楽を使用しだしたのは、文化的なイデオロギーが演奏会での電子楽器の使用を認めなかったのもあるが、当時エストニアには電子音楽のできるスタジオがなかったからでもある（そのような地域に住む作曲家は、録音技術の限られた可能性を試してみたいのだ）。
もっともこの状況は1990年代になって改善され、スメラの関心はライヴ・エレクトロニクスに移行する。映画監督たちと多く接する機会のあった作曲家でもあるので、当然マルチメディアにも興味が沸いた。マルチメディアのための作品『Heart Affairs』は、『チェロ協奏曲』や『交響曲第6番』と並んで、彼がその晩年に達成し得た最高の成果と言えよう。
その作品の技術面はあまりにも複雑で、その出発点まで遡れば、鋭い分析精神と結びついた作曲者の想像力の顕著な例、というところになろうか。
レポ・スメラは1997年にはじめて心臓の検査をした。彼は自分の心臓の超音波心臓診断図を見、また、その鼓動とリズムを聴き、たちどころに芸術的な「イメージ」を得た！　オーディオとビデオ、双方の『Heart Affairs』の素材は、伝説で言われているように作曲家自身の心臓ではなく、健康な人間の心臓を使用している。しかし、できあがった作品は、たった1つの心臓で作られたものとは思えないほど、人間存在の美しさを表現している。

### 交響曲
交響楽団はスメラのお気に入りの楽器であり、交響曲は彼が自己表現をする時の主要なジャンルであった。このジャンルは、音の素材の中に「飛び込み」、壮大かつ整然としたアーチを建造する、スメラの個性にマッチしていた。彼の管弦楽的色彩表現の使用法の緻密さと想像力の豊かさは注目に値し、同時に、音色は卓越した劇的効果を有していた。
文体的にいうと、交響曲第1番（1981年）と第2番（1984年）はきわめて密接な関係を持っている。全音階、モチーフの繰り返しからなる長大なセクション、複雑なポリリズムの現れる変奏、調性のはっきりしないテクスチュアで、これらは1981〜86年の彼の作品に特徴的なものである。1980年代後半からは、半音階を組み合わせた旋法を好んで、いくつかの曲を作曲し、倍音の音色の多様さには特に注意を払った。この時期の作品には、『交響曲第3番』（1988年）、『交響曲第4番　セレナ・ボレアリス』（1992年）がある。『交響曲第5番』（1995年）における、不安と激情が入り交じったようなテクスチュアは、偶然性（決然とした偶然性）の対位法の多用によるものであった。
『交響曲第3番』では、エンドレスで瞑想的な音響の広がりとメロディーラインがスメラの音楽に顔を出す。遺作に当たる、半透明な『交響曲第6番』（2000年）を聴くと、彼の全作品中、最も魅力的かつ不思議で、悲劇的な思索的音楽がその中にあることに気づくだろう。
彼の交響曲は、彼のもっとも深刻で辛い体験を反映しているが、一方で、多くの合唱曲、室内楽曲では、その裏に隠れた、生命感溢れたユーモア・センスを見せてくれる。『マッシュルーム・カンタータ』（マッシュルームのラテン名から成るテキストの機智）、『Play for Ten』、『Songs from Estonian Matrimonial Lyrics』などがそうで、そこには、ぽかぽか陽気の瞬間的なきらめきから生じたような、機智と独創性がある。